# Thames Trader
Le Ford Thames Trader appelé plus tard Ford K-series est une gamme de camions moyen tonnage, fabriquée entre 1957 et 1965 par Ford Royaume-Uni, la filiale britannique du groupe américain Ford Motor Company, puis à partir de 1963 sous licence par le constructeur espagnol Ebro et dans la coentreprise turque Ford Otosan. Ce sont les premiers véhicules lourds construits par Ford UK. Ils étaient équipés de moteurs diesel et essence à quatre et six cylindres.

## Histoire
Le Ford Thames Trader est un camion léger/moyen tonnage (2 à 7 tonnes de charge utile) que Ford UK a produit dans l'usine de Dagenham pour le marché européen (hors Allemagne et Italie). Le Trader a également été exporté vers l'Afrique du Sud, l'Indonésie et l'Australie. À partir de 1963, le Trader a été produit sous licence par Ebro en Espagne sous le nom d'Ebro C-400, C-500 et C-550. Cette même année la production a commencé dans l'entreprise commune turque Ford Otosan  et dans les usines Ford en Rhodésie et en Égypte. Après l'arrêt de la production en Angleterre, le camion a été commercialisé sous le nom de Ford K-series.

## Première Série: Ford Thames Trader FC
En mars 1957, Ford UK présente la nouvelle série Ford Thames Trader FC (FC pour Forward Control) pour succéder aux antiques Fordson Thames ET (de) et petits Fordson E83W. Les nouveaux camions étaient les plus polyvalents que Ford UK ait construits jusque-là, avec des charges utiles allant de 2 à 7 tonnes. Le dessin de la cabine reprenait celui la série américaine Ford C et se démarquait clairement des autres véhicules utilitaires de l'époque. Les camions à capot court étaient plutôt inhabituels. Des moteurs diesel ou essence, 4 ou 6 cylindres, équipaient les différents modèles de la large gamme.
La cabine, qui se distingue des autres véhicules utilitaires britanniques, était d'une conception semi-avancée et le modèle "Trader" couvrait une plage de poids beaucoup plus large que le modèle Fordson Thames ET qu'il remplace. Les deux modèles précédents étaient des conceptions de Ford USA tandis que le nouveau "Trader" a été le premier à être conçu par Ford UK, bien que l'ensemble laisse transparaître une assez forte ressemblance avec le camion américain de la série Ford C du milieu des années 1950.

### Mécaniques et empattements
La gamme de modèles "Trader" couvrait des charges utiles allant de 2 à 7 tonnes, propulsés par des moteurs à essence ou diesel, quatre ou six cylindres. Les véhicules de poids inférieur étaient disponibles avec des empattements de 2997 et 3505 mm, le véhicule lourd avec des empattements de 3505 - 3861 et 4064 mm. Un modèle spécial à benne basculante disposait d'un empattement de 2743 mm. Il y avait également un modèle à châssis bas, utilisé pour les fourgons et les dérivés autobus.

## Trader MK2
La version actualisée MK2 a été présentée en milieu d'année 1962. Extérieurement, il est très facile de différencier les versions MK1 et MK2 : le MK1 a les mots THAMES TRADER en rouge sur une bande chromée sur la calandre peinte en blanc alors que le MK2 a juste le mot THAMES inscrit sous le capot et TRADER en lettres blanches entre les phares. Les variantes à moteur diesel MK2 avaient un badge chromé 4D ou 6D sur chaque aile avant alors que sur le MK1, c'était un badge chromé carré avec un 4, 6, 4D ou 6D peint en rouge pour indiquer la configuration du moteur.

## Trader NC
Ford a débuté la production du Thames Trader NC dans son usine de Dagenham en Angleterre en 1962. Il a utilisé la cabine développée par Ford Allemagne pour leur camion Ford Köln. La désignation NC indiquait "cabine normale", par opposition à "cabine avancée". Après l'arrêt de la marque Thames en 1965, le Trader NC a été renommé Ford série K.

## Galerie

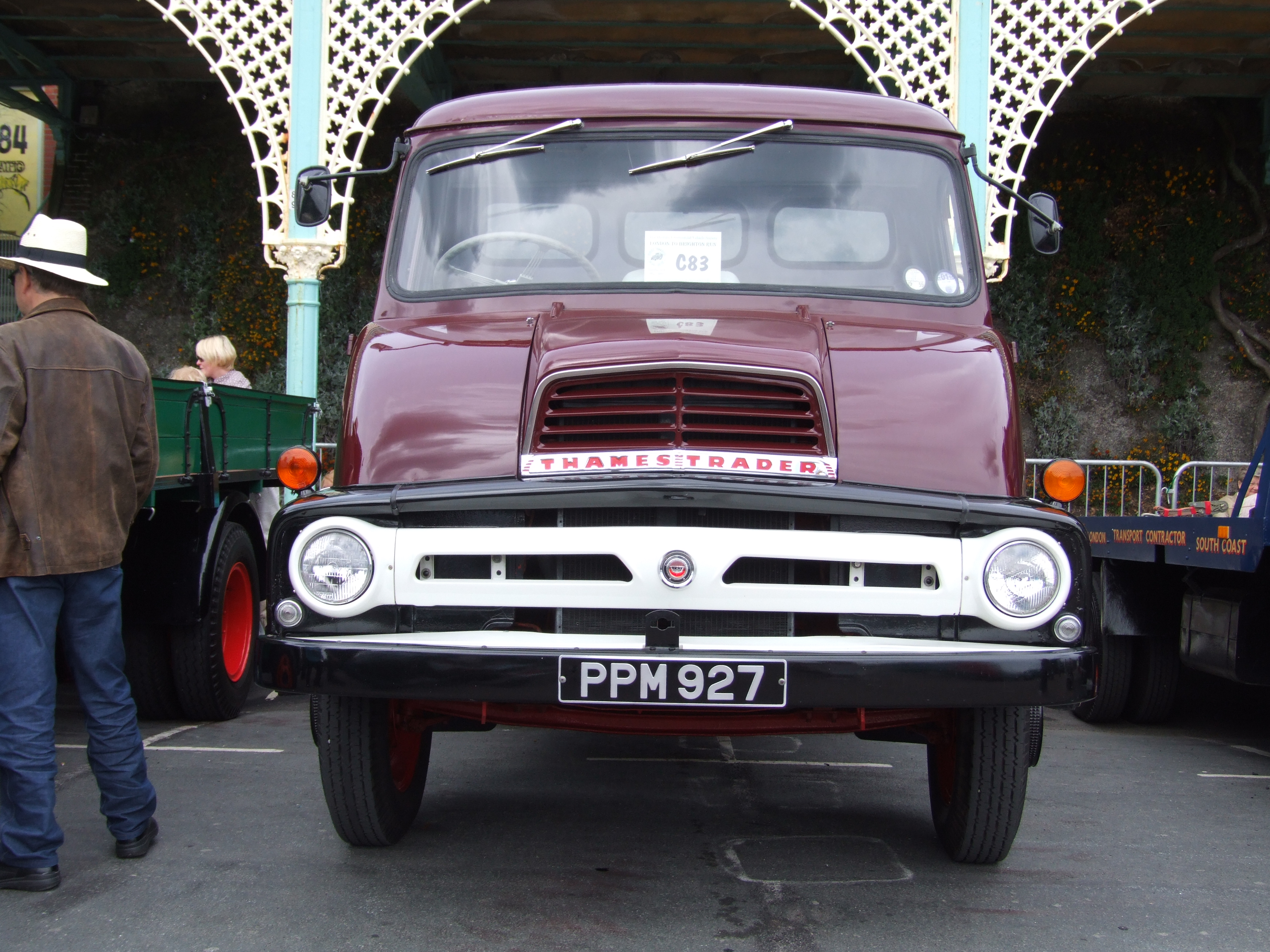
Thames Trader MK1 (1959)
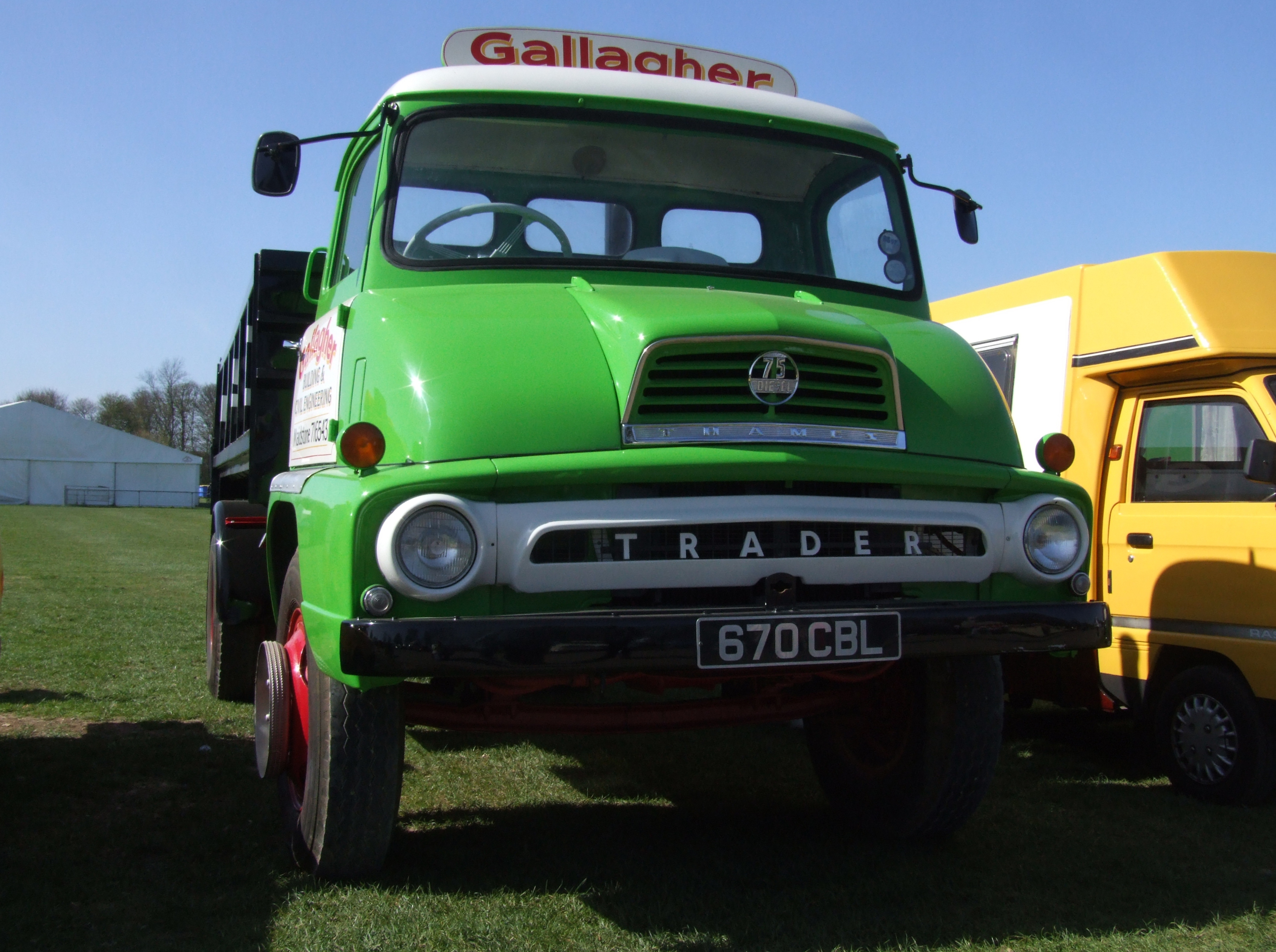
Thames Trader MK2
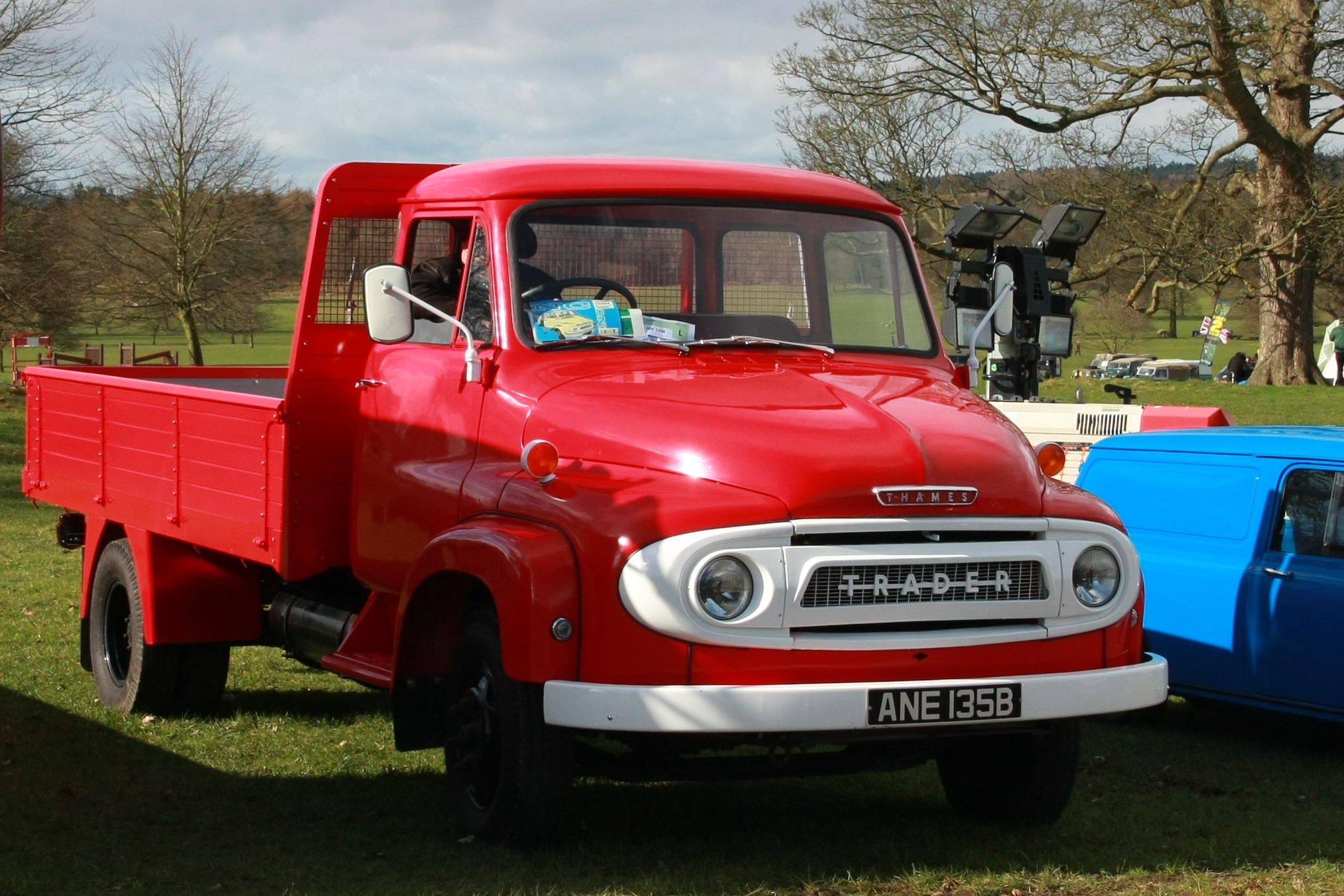
Thames Trader NC "cabine normale" (1964)
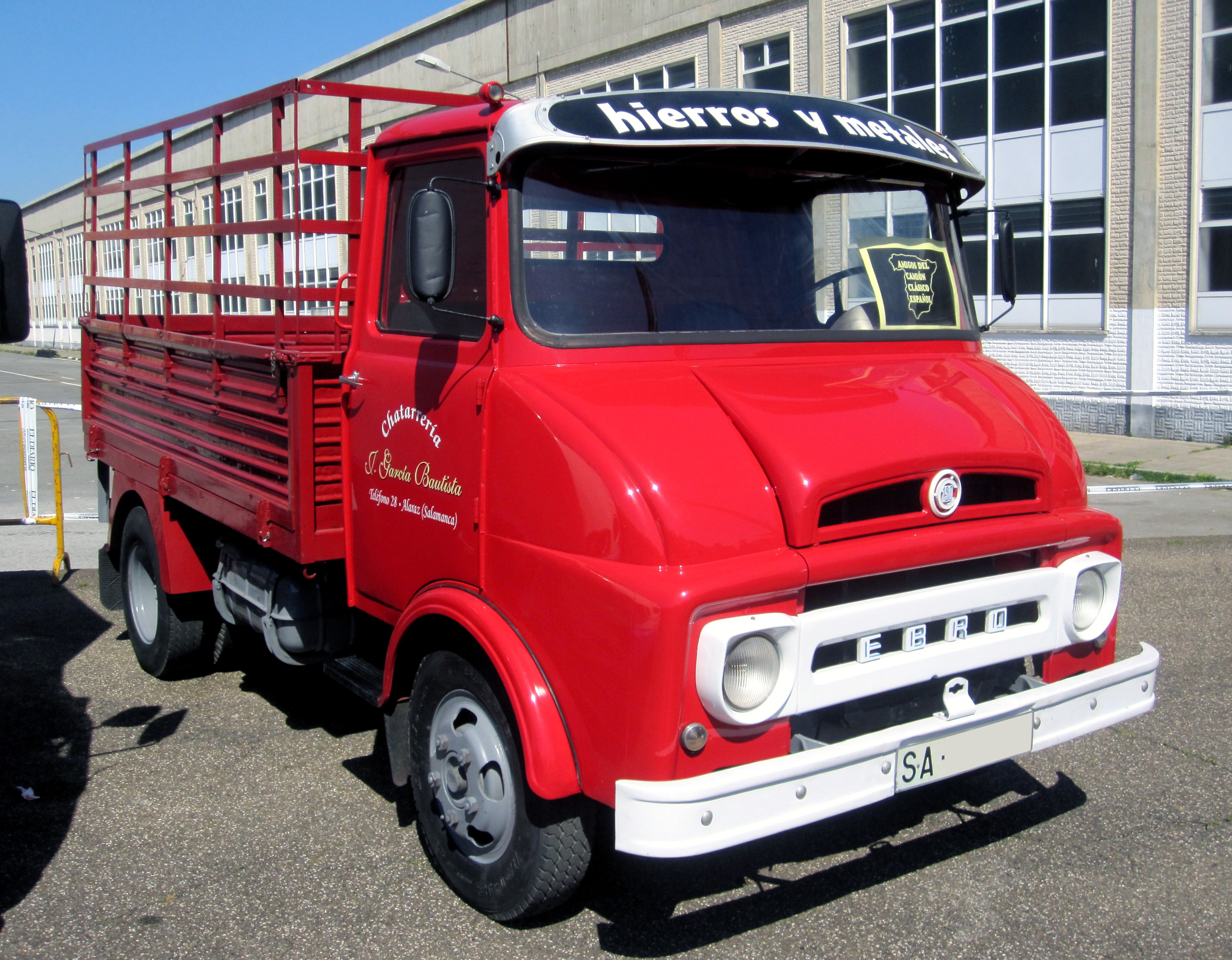
Ebro C-Serie de 1967